# 2018年日本週末興行成績1位の映画の一覧
2018年日本週末興行成績1位の映画の一覧（2018ねんにほんしゅうまつこうぎょうせいせきいちいのえいがのいちらん）は、2018年の日本全国での各週末（土・日）における興行成績1位の映画の一覧である。
観客動員数1位の映画の一覧であり、観客動員数1位と興行収入1位とが異なる映画の週は備考欄に記した。ただし、週末興行収入額が全作品で発表されているわけではないため、書き漏れている週末興行収入1位がある可能性もある。

## 一覧
| #  | 週末日付            | 日本週末観客動員数1位の映画                                         | 週末観客動員数 | 週末興行収入     | 備考 | 出典          |
| -- | ------------------- | ------------------------------------------------------------------- | -------------- | ---------------- | --- | ------------- |
| 1  | 01月06日、07日      | スター・ウォーズ/最後のジェダイ                                     | 022万8000人    | 03億4300万0000円 | | [ 1 ] [ 2 ]   |
| 2  | 01月13日、14日      | スター・ウォーズ/最後のジェダイ                                     | 014万2290人    | 02億0659万5200円 | | [ 3 ] [ 4 ]   |
| 3  | 01月20日、21日      | ジオストーム                                                        | 017万0593人    | 02億4217万0600円 | 19日（公開初日）を含む成績は21万7353人、3億0406万0300円。                                                                                           | [ 5 ] [ 6 ]   |
| 4  | 01月27日、28日      | 祈りの幕が下りる時                                                  | 020万6000人    | 02億6500万0000円 | | [ 7 ] [ 8 ]   |
| 5  | 02月03日、04日      | 祈りの幕が下りる時                                                  | 013万6000人    | 01億7700万0000円 | | [ 9 ] [ 10 ]  |
| 6  | 02月10日、11日      | 今夜、ロマンス劇場で                                                | 012万6000人    | 01億6600万0000円 | | [ 11 ] [ 12 ] |
| 7  | 02月17日、18日      | グレイテスト・ショーマン                                            | 026万8000人    | 03億9100万0000円 | 16日(公開初日)を含む3日間の成績は35万5081人、5億815万1200円。                                                                                       | [ 13 ] [ 14 ] |
| 8  | 02月24日、25日      | グレイテスト・ショーマン                                            | 024万3550人    | 03億6420万0400円 | | [ 15 ] [ 16 ] |
| 9  | 03月03日、04日      | ドラえもん のび太の宝島                                             | 071万6629人    | 08億4314万8500円 | | [ 17 ] [ 18 ] |
| 10 | 03月10日、11日      | ドラえもん のび太の宝島                                             | 059万9000人    | 07億0400万0000円 | | [ 19 ] [ 20 ] |
| 11 | 03月17日、18日      | ドラえもん のび太の宝島                                             | 038万8000人    | 04億6000万0000円 | 興行収入は『リメンバー・ミー』が1位（36万8000人、4億8800万0000円）で、本作は2位。                                                                   | [ 21 ] [ 22 ] |
| 12 | 03月24日、25日      | ボス・ベイビー                                                      | 028万6556人    | 03億5431万4200円 | 興行収入は『リメンバー・ミー』が1位（28万2505人、3億7749万8500円）で、本作は2位。 21日（公開初日）から25日までの成績は67万0786人、7億9647万3700円。 | [ 23 ] [ 24 ] |
| 13 | 03月31日、 04月01日 | リメンバー・ミー                                                    | 032万7786人    | 03億7946万0000円 | 公開3週目（上映開始は2018年3月16日） | [ 25 ] [ 26 ] |
| 14 | 04月07日、08日      | リメンバー・ミー                                                    | 022万3866人    | 02億9867万0000円 | | [ 27 ] [ 28 ] |
| 15 | 04月14日、15日      | 名探偵コナン ゼロの執行人                                           | 101万2000人    | 12億9600万0000円 | 13日（公開初日）を含む成績は128万9184人、16億7113万6900円。                                                                                         | [ 29 ] [ 30 ] |
| 16 | 04月21日、22日      | 名探偵コナン ゼロの執行人                                           | 062万0000人    | 08億2000万0000円 | | [ 31 ] [ 32 ] |
| 17 | 04月28日、29日      | 名探偵コナン ゼロの執行人                                           | 045万3000人    | 06億1000万0000円 | 興行収入は『アベンジャーズ/インフィニティ・ウォー』が1位（43万7000人、6億7200万0000円）で、本作は2位。                                              | [ 33 ] [ 34 ] |
| 18 | 05月05日、06日      | 名探偵コナン ゼロの執行人                                           | 041万8000人    | 05億5200万0000円 | | [ 33 ] [ 35 ] |
| 19 | 05月12日、13日      | 名探偵コナン ゼロの執行人                                           | 019万9000人    | 02億7700万0000円 | | [ 36 ] [ 37 ] |
| 20 | 05月19日、20日      | 名探偵コナン ゼロの執行人                                           | 016万1000人    | 02億1800万0000円 | | [ 38 ] [ 39 ] |
| 21 | 05月26日、27日      | 名探偵コナン ゼロの執行人                                           | 013万0000人    | 01億8000万0000円 | | [ 40 ]        |
| 22 | 06月02日、03日      | デッドプール2                                                       | 023万9000人    | 03億7500万0000円 | 1日(公開初日)を含む3日間の成績は37万1955人、5億3671万3800円。                                                                                       | [ 41 ]        |
| 23 | 06月09日、10日      | 万引き家族                                                          | 035万0000人    | 04億5000万0000円 | 先行上映を行った1日・2日、公開初日の8日を含む5日間の成績は61万人、7億7000万円。                                                                     | [ 42 ]        |
| 24 | 06月16日、17日      | 万引き家族                                                          | 027万0000人    | 03億4400万0000円 | | [ 43 ]        |
| 25 | 06月23日、24日      | 万引き家族                                                          | 020万2000人    | 02億6400万0000円 | | [ 44 ]        |
| 26 | 06月30日、 07月01日 | ハン・ソロ/スター・ウォーズ・ストーリー                             | 037万5000人    | 04億9900万0000円 | 29日(公開初日)を含む3日間の成績は48万6380人、6億5825万円。                                                                                          | [ 45 ]        |
| 27 | 07月07日、08日      | ハン・ソロ/スター・ウォーズ・ストーリー                             | 019万7000人    | 02億9300万0000円 | | [ 46 ]        |
| 28 | 07月14日、15日      | ジュラシック・ワールド/炎の王国                                     | 083万3000人    | 12億1700万0000円 | 13日(公開初日)、16日を含む4日間の成績は145万3273人、21億0677万円。                                                                                  | [ 47 ]        |
| 29 | 07月21日、22日      | ジュラシック・ワールド/炎の王国                                     | 048万6000人    | 07億5700万0000円 | | [ 48 ]        |
| 30 | 07月28日、29日      | 劇場版 コード・ブルー-ドクターヘリ緊急救命-                         | 081万1000人    | 10億9600万0000円 | 27日(公開初日)を含む3日間の成績は116万人、15億4800万円。                                                                                            | [ 49 ] [ 50 ] |
| 31 | 08月04日、05日      | 劇場版 コード・ブルー-ドクターヘリ緊急救命-                         | 051万6700人    | 06億9900万0000円 | | [ 51 ]        |
| 32 | 08月11日、12日      | 劇場版 コード・ブルー-ドクターヘリ緊急救命-                         | 045万5000人    | 06億1300万0000円 | | [ 52 ]        |
| 33 | 08月18日、19日      | 銀魂2 掟は破るためにこそある                                        | 038万5000人    | 05億2800万0000円 | 17日(公開初日)を含む3日間の成績は60万人、8億円。 | [ 53 ]        |
| 34 | 08月25日、26日      | 検察側の罪人                                                        | 031万8000人    | 04億1600万0000円 | 24日(公開初日)を含む3日間の成績は44万7000人、5億8000万円。                                                                                          | [ 54 ]        |
| 35 | 09月01日、02日      | 検察側の罪人                                                        | 028万4000人    | 03億3900万0000円 | | [ 55 ]        |
| 36 | 09月08日、09日      | MEG ザ・モンスター                                                  | 018万3000人    | 02億8900万0000円 | 7日(公開初日)を含む3日間の成績は23万8176人、3億7057万0700円。                                                                                       | [ 56 ]        |
| 37 | 09月15日、16日      | プーと大人になった僕                                                | 024万4758人    | 03億3229万0000円 | 14日(公開初日)から17日までの4日間の成績は44万0921人、興収5億7895万円。                                                                              | [ 57 ]        |
| 38 | 09月22日、23日      | プーと大人になった僕                                                | 018万4950人    | 02億5642万0000円 | 24日を含む3日間の成績は動員29万0711人、興収3億9237万円。                                                                                            | [ 58 ]        |
| 39 | 09月29日、30日      | 劇場版 夏目友人帳 〜うつせみに結ぶ〜                                | 011万7473人    | 01億7214万4780円 | | [ 59 ]        |
| 40 | 10月06日、07日      | モンスターストライク THE MOVIE ソラノカナタ                         | 011万5000人    | 01億5100万0000円 | 5日(公開初日)から8日までの4日間の成績は20万人、2億5600万円。                                                                                        | [ 60 ]        |
| 41 | 10月13日、14日      | 宇宙の法—黎明編—                                                    | 013万4089人    | 01億6690万7400円 | 12日(公開初日)からの3日間の成績は動員17万6210人、2億2011万3150円。                                                                                  | [ 61 ]        |
| 42 | 10月20日、21日      | 宇宙の法—黎明編—                                                    | 010万8000人    | 01億3400万0000円 | | [ 62 ]        |
| 43 | 10月27日、28日      | 映画 HUGっと!プリキュア♡ふたりはプリキュア オールスターズメモリーズ | 030万9781人    | 03億5357万7300円 | | [ 63 ]        |
| 44 | 11月03日、04日      | ヴェノム                                                            | 028万9012人    | 04億3903万5300円 | 2日(公開初日)からの3日間の成績は動員39万6989人、興収5億9615万2400円。                                                                               | [ 64 ]        |
| 45 | 11月10日、11日      | ボヘミアン・ラプソディ                                              | 024万5000人    | 03億5400万0000円 | 9日(公開初日)からの3日間の成績は動員33万8299人、興収4億8698万円。                                                                                   | [ 65 ]        |
| 46 | 11月17日、18日      | ボヘミアン・ラプソディ                                              | 026万2913人    | 03億8850万0000円 | | [ 66 ]        |
| 47 | 11月24日、25日      | ファンタスティック・ビーストと黒い魔法使いの誕生                    | 057万0344人    | 08億5400万7700円 | 23日(公開初日)からの3日間の成績は動員100万0793人、興収14億7193万4500円。                                                                            | [ 67 ]        |
| 48 | 12月01日、02日      | ファンタスティック・ビーストと黒い魔法使いの誕生                    | 057万8420人    | 07億4432万2800円 | | [ 68 ]        |
| 49 | 12月08日、09日      | ファンタスティック・ビーストと黒い魔法使いの誕生                    | 035万1243人    | 05億1735万2700円 | | [ 69 ]        |
| 50 | 12月15日、16日      | ドラゴンボール超 ブロリー                                           | 063万9000人    | 08億1300万0000円 | 14日(公開初日)からの3日間の成績は動員82万4205人、興収10億5080万5000円。                                                                             | [ 70 ]        |
| 51 | 12月22日、23日      | シュガー・ラッシュ:オンライン                                       | 035万0373人    | 04億5363万5600円 | 21日(公開初日)から24日までの4日間の成績は動員62万5698人、興収7億9613万5400円。                                                                      | [ 71 ]        |
| 52 | 12月29日、30日      | シュガー・ラッシュ:オンライン                                       | 028万7000人    | 03億6400万0000円 | | [ 72 ]        |

## 特別料金等
上記の表（備考含む）の作品のうち、以下に挙げる作品は特別料金を含む上映も行われた。特別料金も興行収入の金額に含まれる。
- IMAX
  - スター・ウォーズ/最後のジェダイ
  - ジオストーム
  - グレイテスト・ショーマン
  - リメンバー・ミー
  - アベンジャーズ/インフィニティ・ウォー
  - デッドプール2
  - ハン・ソロ/スター・ウォーズ・ストーリー
  - ジュラシック・ワールド/炎の王国
  - MEG ザ・モンスター
  - ヴェノム
  - ボヘミアン・ラプソディ
  - ファンタスティック・ビーストと黒い魔法使いの誕生
  - ドラゴンボール超 ブロリー
- 3D映画
  - スター・ウォーズ/最後のジェダイ
  - ジオストーム
  - アベンジャーズ/インフィニティ・ウォー
  - ハン・ソロ/スター・ウォーズ・ストーリー
  - ジュラシック・ワールド/炎の王国
  - MEG ザ・モンスター
  - ヴェノム
  - ファンタスティック・ビーストと黒い魔法使いの誕生
- 4D映画（4DX/MX4D方式）
  - スター・ウォーズ/最後のジェダイ
  - ジオストーム
  - リメンバー・ミー
  - アベンジャーズ/インフィニティ・ウォー
  - デッドプール2
  - ハン・ソロ/スター・ウォーズ・ストーリー
  - ジュラシック・ワールド/炎の王国
  - 劇場版 コード・ブルー-ドクターヘリ緊急救命-
  - MEG ザ・モンスター
  - ヴェノム
  - ボヘミアン・ラプソディ
  - ファンタスティック・ビーストと黒い魔法使いの誕生
  - ドラゴンボール超 ブロリー
  - シュガー・ラッシュ:オンライン

以下の映画は、映倫によるレイティングの対象となり、年齢による入場制限が行われた。
- R18+ (18歳未満の鑑賞を禁止)
- R15+ (15歳未満の鑑賞を禁止) 
  - デッドプール2
- PG12 (小学生には成人保護者の助言・指導が必要)
  - 万引き家族
  - ヴェノム